# Berson
Berson è un comune francese di 1 792 abitanti del dipartimento della Gironda nella regione della Nuova Aquitania.

## Società

### Evoluzione demografica
Abitanti censiti